# Herz-Jesu-Kirche (Frankfurt-Fechenheim)

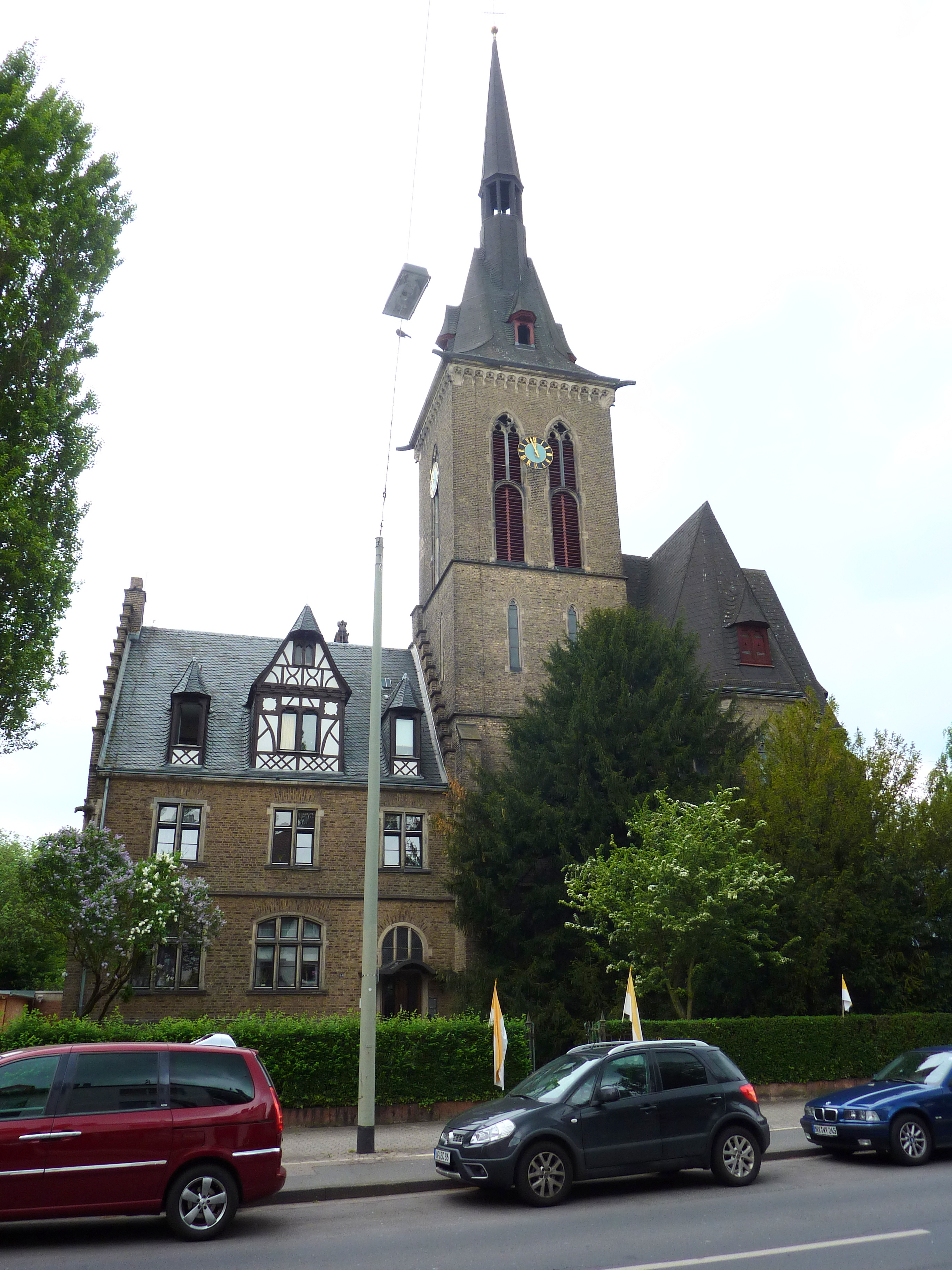
Ansicht von Osten

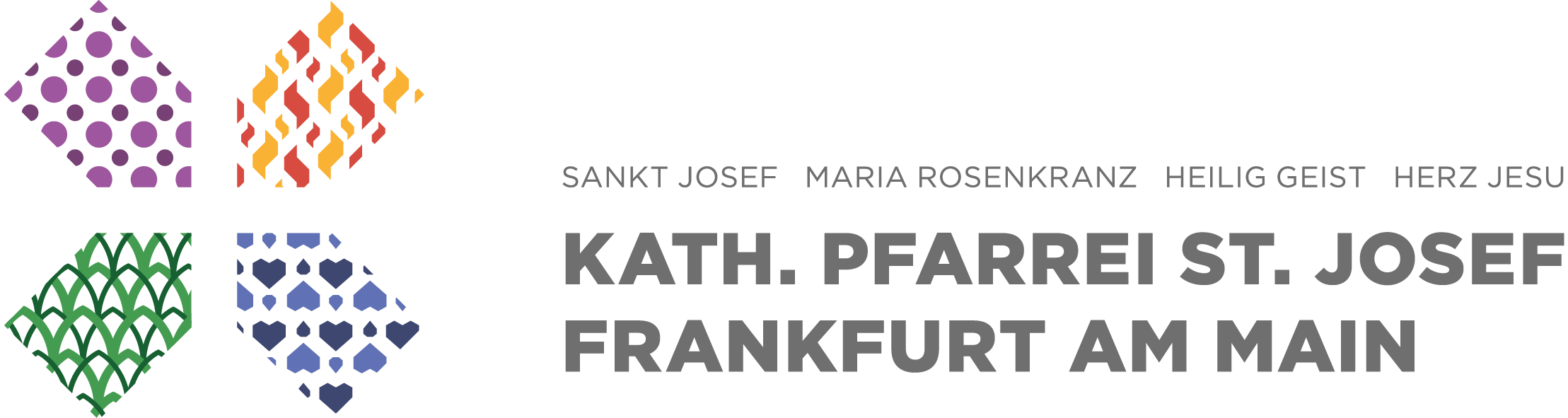
Logo der Gesamtpfarrei

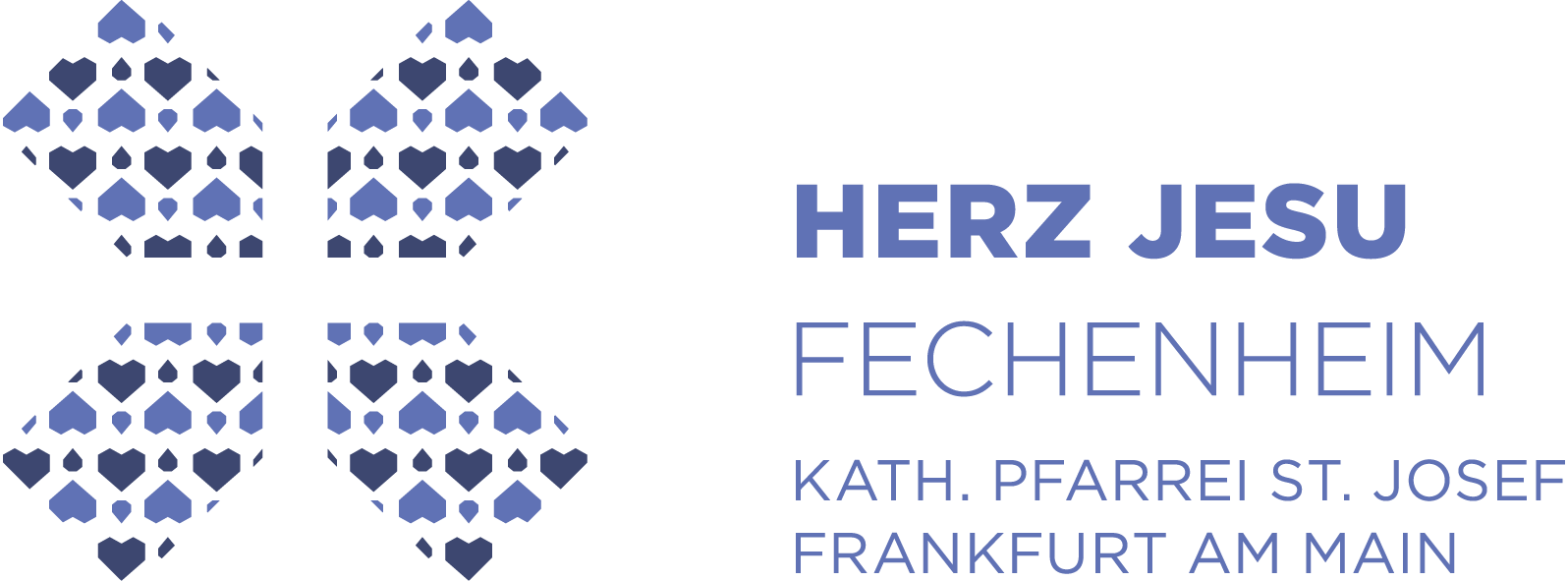
Logo des Kirchortes

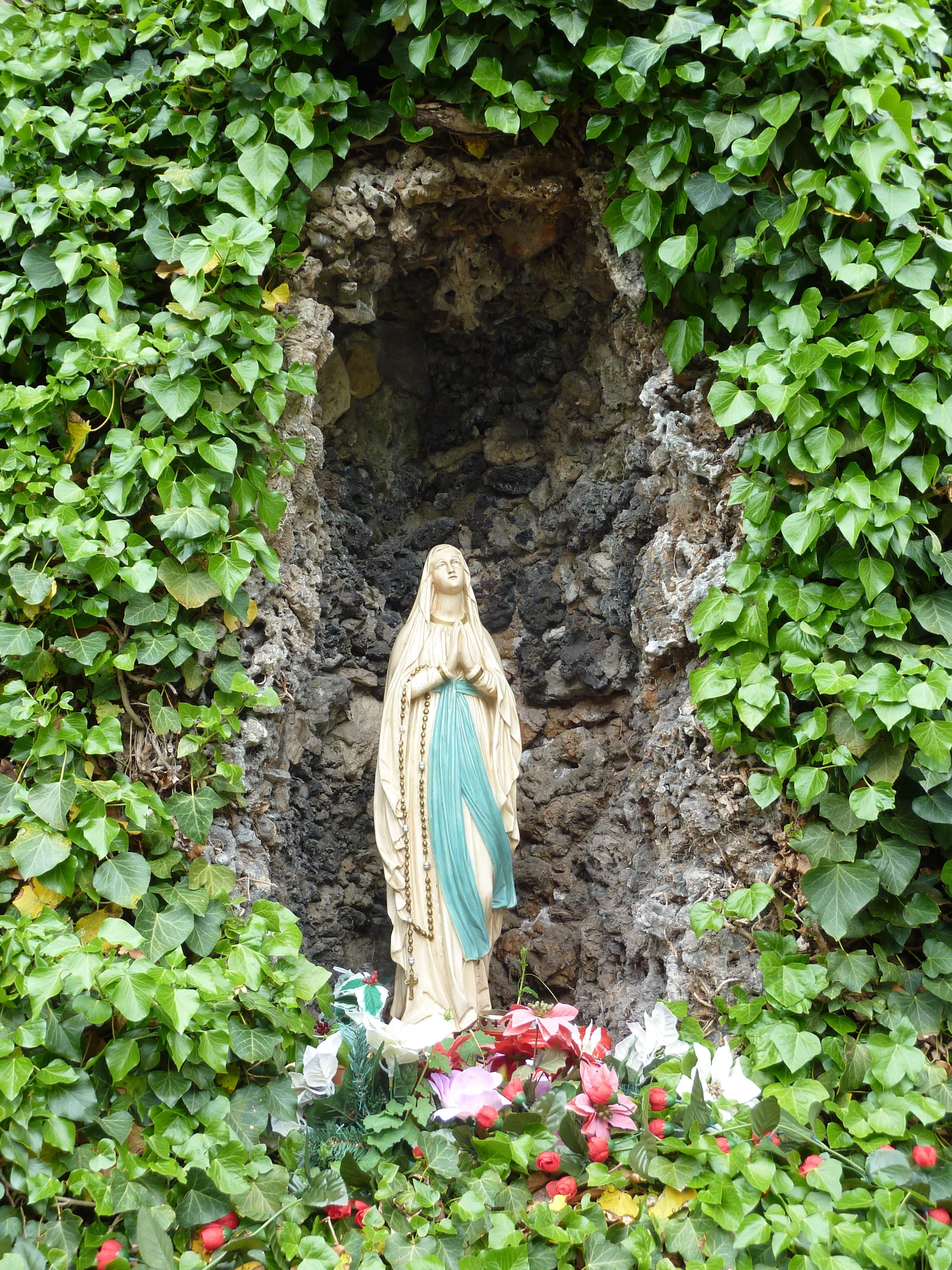
Madonnenfigur an der Südwestecke des Kirchenschiffs

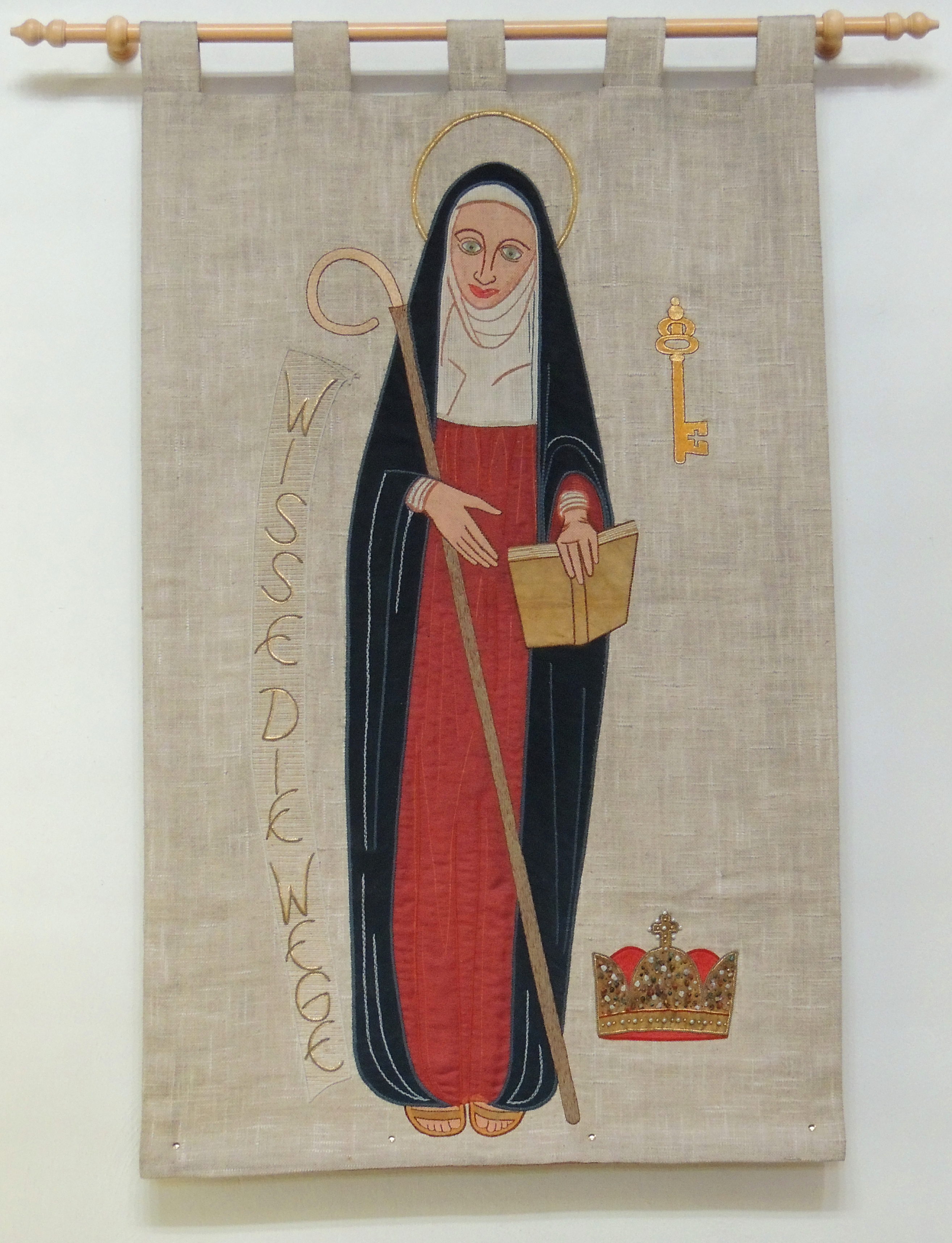
Wandbehang mit der Darstellung der Hildegard von Bingen, seit 2012 in der Heilig-Geist-Kirche im Riederwald

Die Herz-Jesu-Kirche (ⓘ) ist eine römisch-katholische Kirche im Frankfurter Stadtteil Fechenheim. Sie gehört zum Bistum Limburg und ist Pfarrkirche der Fechenheimer Herz-Jesu-Gemeinde. Sie ist seit dem 1. Januar 2015 als Kirchort Herz-Jesu Fechenheim Teil der römisch-katholischen Pfarrei neuen Typs St. Josef Frankfurt am Main, zu der drei weitere Kirchen als Kirchorte gehören und in der darüber hinaus zwei Profilkirchen des Bistums Limburg liegen, die auch Filialkirchen der Pfarrgemeinde sind.

## Gebäude und Geschichte
Die Herz-Jesu-Kirche wurde 1895–1896 nach Plänen des Architekten Max Meckel als zweischiffiger neugotischer Bau errichtet und am 4. Mai 1896 geweiht. Das damals noch selbständige Fechenheim gehörte aufgrund der Lage im ehemaligen Kurfürstentum Hessen zum Bistum Fulda. Der Bau einer römisch-katholischen Kirche in Fechenheim war durch die Migration von katholischen Arbeitern aus ländlichen Regionen nötig geworden. Daher waren die meisten Kirchgänger Arbeiter aus dem umliegenden, neu entstandenen Industriegebiet. Im Jahr 1907 wurde die Kirche Pfarrkirche der neu gegründeten Herz-Jesu-Gemeinde; erster Pfarrer wurde Karl Alexander Abel. Nach der Eingemeindung Fechenheims nach Frankfurt 1928 kam die Herz-Jesu-Gemeinde durch das Preußenkonkordat im Jahre 1929 zum Bistum Limburg.
Die Herz-Jesu-Kirche wurde im Zweiten Weltkrieg bei den Luftangriffen auf Frankfurt am Main am 2. März 1944 durch Fliegerbomben beschädigt. Infolge des Wiederaufbaus zur Amtszeit des Pfarrers Josef Seufert wurde im Innenraum die neugotische Gestaltung eliminiert (z. B. durch Zumauern der Spitzbögen der Fenster); die Säulen im Mittelgang wurden entfernt, eine abgehängte Stuckdecke eingezogen und die Apsisfenster zugemauert. Nach dem Krieg wurde ein vierstimmiges Geläut mit den Grundtönen dis, fis, gis und h im Kirchturm installiert. Eine Orgel mit elf Registern der Orgelbauwerkstatt Walcker wurde beschafft, die heute noch verwendet wird. In den 1960er Jahren wurde im Norden Fechenheims eine Filialkirche in Form des Gemeindezentrums St. Hildegard errichtet. Nach Fertigstellung dieses Baus, wurde das Gebiet aber der Gemeinde Heilig-Geist-Kirche im Frankfurter Stadtteil Riederwald zugeteilt. Diese Filialkirche wurde 2012 jedoch aufgelöst und die Räume an die Caritas für den Betrieb einer Kindertagesstätte (Kita) vermietet. Ein Wandbehang mit der Darstellung der Hildegard von Bingen und eine kleine Orgel befinden sich heute in der Heilig-Geist-Kirche im Frankfurter Stadtteil Riederwald.
Eine an die ursprüngliche neugotische Gestaltung gemahnende Form des Innenraums wurde erst bei einer Renovierung des Innenraums 1984/1985 in der Amtszeit des Pfarrers Rainer Petrak wieder hergestellt. Das eine Kirchenschiff wird nun von einem Kreuzrippengewölbe aus Holz auf der Basis elliptischer Spitzbögen überspannt.
Im Jahr 2009 gehörten der Pfarrei etwa 2600 Menschen an. 1949 siedelt sich in der Gemeinde ein Stamm der DPSG-Pfadfinder an. Die Herz-Jesu-Gemeinde unterhält einen eigenen Kindergarten und eine öffentliche Bücherei.
Mit der Nachbargemeinde Heilig Geist im Stadtteil Riederwald pflegte die Pfarrei seit etwa 2002 enge Beziehungen im Rahmen eines sogenannten Pastoralen Raums. Zum Jahr 2012 wurde der Pastorale Raum um die Pfarreien St. Josef in Bornheim und Maria Rosenkranz in Seckbach zu dem Pastoralen Raum Frankfurt-Ost erweitert. Dieser bestand bis zum 31. Dezember 2014.
Zum 1. Januar 2015 wurde aus den vier Pfarreien des Pastoralen Raumes Frankfurt-Ost eine Pfarrei neuen Typs unter dem Namen St. Josef Frankfurt am Main mit den Kirchorten St. Josef Bornheim, Maria Rosenkranz Seckbach, Heilig Geist Riederwald und Herz Jesu Fechenheim geschaffen. Dazu gehört die Zentralisierung bestimmter Aufgaben, wie des Pfarrsekretariats. Die Gesamtpfarrei hatte dann ca. 16.500 Mitglieder. Das neue Logo der Pfarrei neuen Typs besteht aus einem X-förmigen Kreuz, das die vier individuellen Kirchorte aus verschiedenen geographischen Richtungen symbolisiert. Jedes der vier Elemente steht für einen der Kirchorte. Das Element für den Kirchort Sankt Josef Bornheim besteht aus einer grünen gotischen Deckenstruktur, das für Maria Rosenkranz Seckbach aus lilafarbenen Perlen, das für Heilig Geist Riederwald gelben und roten Flammen und das für Herz Jesu Fechenheim aus blauen Herzen und Tropfen. Jeder Kirchort hat zudem ein eigenes Logo, das aus vier gleichen Elementen besteht.